# Великотроянівська сільська рада
| Великотроянівська сільська рада — орган місцевого самоврядування у Благовіщенському районі Кіровоградської області з адміністративним центром у с. Великі Трояни. Сільській раді були підпорядковані населені пункти: - с. Великі Трояни |

## Склад ради
Рада складалася з 16 депутатів та голови.

### Керівний склад ради
| ПІБ                       | Основні відомості                                                         | Дата обрання | Дата звільнення |
| ------------------------- | ------------------------------------------------------------------------- | ------------ | --------------- |
| Хміль Володимир Борисович | Сільський голова, 1960 року народження, освіта, член народної партії      | 26.03.2006   | 31.10.2010      |
| Хміль Володимир Борисович | Сільський голова, 1960 року народження, освіта вища, член народної партії | 31.10.2010   |                 |

Примітка: таблиця складена за даними джерела

## Населення
Згідно з переписом УРСР 1989 року чисельність наявного населення сільської ради становила 1564 особи, з яких 690 чоловіків та 874 жінки.
За переписом населення України 2001 року в сільській раді мешкало 1277 осіб.

### Мова
Розподіл населення за рідною мовою за даними перепису 2001 року:
| Мова       | Відсоток |
| ---------- | -------- |
| українська | 99,14 %  |
| російська  | 0,70 %   |
| молдовська | 0,16 %   |